# Sapeng
Sapeng is een bestuurslaag in het regentschap Nagan Raya van de provincie Atjeh, Indonesië. Sapeng telt 367 inwoners (volkstelling 2010).